# Ane Marcelle dos Santos
Ane Marcelle dos Santos, född 12 januari 1994, är en brasiliansk bågskytt. Hon deltog vid olympiska sommarspelen 2016 och 2020.